# Cantó de Fère-en-Tardenois
El cantó de Fère-en-Tardenois és un cantó francès del departament de l'Aisne, situat al districte de Château-Thierry. Té 23 municipis i el cap és Fère-en-Tardenois.

## Municipis
- Beuvardes
- Brécy
- Bruyères-sur-Fère
- Le Charmel
- Cierges
- Coincy
- Coulonges-Cohan
- Courmont
- Dravegny
- Fère-en-Tardenois
- Fresnes-en-Tardenois
- Goussancourt
- Loupeigne
- Mareuil-en-Dôle
- Nanteuil-Notre-Dame
- Ronchères
- Saponay
- Sergy
- Seringes-et-Nesles
- Vézilly
- Villeneuve-sur-Fère
- Villers-Agron-Aiguizy
- Villers-sur-Fère

## Història
| Data d'elecció                           | Identitat        | Partit                      | Qualitat |
| ---------------------------------------- | ---------------- | --------------------------- | -------- |
| 1945-19793                               | Octave Gébert    | SFIO, després Divers gauche |          |
| 1979-2004                                | Jacques Hurmane  | PCF, després IDG            |          |
| 2004-                                    | Isabelle Vasseur | UMP                         |          |
| les dades anteriors no són pas conegudes |                  |                             |          |
|                                          |                  |                             |          |

## Demografia
| A partir de 1990: Població sense dobles comptes |